# Barney (Norfolk)
Barney – wieś w Anglii, w hrabstwie Norfolk, w dystrykcie North Norfolk. Leży 34 km na północny zachód od Norwich i 168 km na północny wschód od Londynu.
W 2001 miejscowość liczyła 431 mieszkańców.